# Megawatt
| Grotere/kleinere eenheden | Grotere/kleinere eenheden | Grotere/kleinere eenheden |
| factor                    | naam                      | symbool                   |
| ------------------------- | ------------------------- | ------------------------- |
| 10−6                      | microwatt                 | μW                        |
| 10−3                      | milliwatt                 | mW                        |
| 1                         | watt                      | W                         |
| 103                       | kilowatt                  | kW                        |
| 106                       | megawatt                  | MW                        |
| 109                       | gigawatt                  | GW                        |
| 1012                      | terawatt                  | TW                        |
| 1015                      | petawatt                  | PW                        |

De megawatt (symbool MW) is een tot het SI behorende afgeleide eenheid voor vermogen. Een megawatt is gelijk aan 106 watt, dat is 1 000 000 watt, dus gelijk aan 1000 kilonewton maal meter per seconde. Eén megawatt komt overeen met 1359,6 paardenkracht (pk), de inmiddels verouderde eenheid, waarmee vroeger het vermogen werd aangeduid (bijvoorbeeld nog bij motoren). Deze megawatt-eenheid wordt veel gebruikt voor grote vermogens. Bij opwekking van elektriciteit wordt als eenheid van opgewekt vermogen in plaats van MW ook wel MWe geschreven.

## Natuur

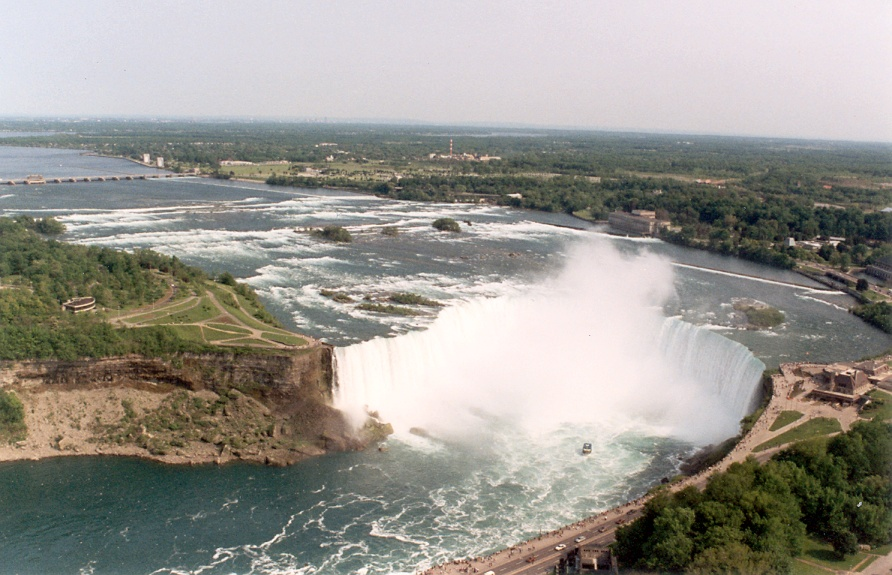
Niagarawatervallen

In de natuur komt zo'n groot vermogen voor bij bijvoorbeeld onweer. Een bliksemflits heeft een vermogen van ongeveer 1 megawatt per meter. Watervallen kunnen, afhankelijk van hun valhoogte en debiet vermogens leveren van vele megawatts. De eerste door een waterval aangedreven turbine in de Niagarawatervallen leverde in 1896 al een vermogen van 75 megawatt. Aan het begin van de 21e eeuw hadden de Niagara-turbines een gezamenlijk vermogen van 4,4 gigawatt (4400 megawatt). Toch wordt maar een klein deel van het vallende water gebruikt voor energieproductie. Het totale vermogen van al het vallende water is dus vele malen hoger.

## Energieopwekking
Er zijn talloze vormen van elektriciteitsproductie in de grootte-orde van megawatts tot gigawatts. Enkele voorbeelden:
- Een warmte-krachtcentrale kan een vermogen hebben tot ongeveer 2000 megawatt.
- De eerste kerncentrale in Sellafield in Engeland had een vermogen van 50, later 200 megawatt. Tegenwoordig heeft de gemiddelde kerncentrale een vermogen van ongeveer 880 megawatt (totaal vermogen van 370 gigawatt gedeeld door 420 kernreactoren).
- Windturbines kunnen door innovaties steeds hogere vermogens leveren, maar vooral de grootte is bepalend voor de opbrengst. Anno 2022 worden er turbines ontwikkeld voor op zee met een vermogen van 15 megawatt, op land zijn de turbines doorgaans niet zo groot.[2]
- Een zonneweide met duizend tot twaalfhonderd vierkante meter aan zonnepanelen vangt in het Nederlandse voor- en najaar een megawatt aan zonnestraling. Bij een energetisch rendement van 15 tot 22 procent, wat anno 2024 gangbaar is,[3][4] moeten de panelen een kleine tienduizend vierkante meter zijn voor een megawatt. In de winter is de opbrengst veel lager, in de zomer hoger. Op daken leveren zonnepanelen minder op vanwege schaduw en ongunstige hellingshoeken.
- Kolencentrales. Nederlandse kolencentrales die van 1955 tot 1994 in gebruik genomen werden, hadden vermogens van 100 tot 700 megawatt. Latere centrales leverden 600 tot 1600 megawatt. De grootste centrales ter wereld hebben vermogens ruim boven de gigawatt-grens. Met 6,7 gigawatt is de Tuotekuocentrale in China anno 2024 de grootste kolencentrale. Deze werd van 2003 en 2006 in fases opgebouwd tot acht eenheden van 600 megawatt. Later werden er twee van 300 megawatt bijgebouwd en in 2017 nog twee die gezamenlijk 1320 megawatt leveren.[5]

## Energieverbruikers
In het begin van de 21e eeuw werd als vuistregel aangehouden dat één megawatt vermogen goed is voor ongeveer duizend Amerikaanse huishoudens. De belasting is dan per huishouden gemiddeld één kilowatt, dus het energieverbruik ongeveer 9000 kWh of 9 megawattuur per jaar. Het gemiddeld elektriciteitsverbruik van een West-Europees huishouden ligt een stuk lager, namelijk rond de 3500 kWh per jaar. Grote industrieën zitten al snel boven een vermogen van één megawatt, terwijl sommige wetenschappelijke onderzoeksapparatuur (zoals deeltjesversnellers, supermagneten of superlasers) zelf alleen al een vermogen heeft van meer dan één megawatt. Ongeveer 15 middenklasseauto's hebben ook een gezamenlijk vermogen van één megawatt. Grote vaar- en voertuigen, zoals locomotieven en onderzeeboten hebben vermogens vanaf twee megawatt. Vliegdekschepen verbruiken 500 tot 1300 megawatt.